# Kepler-25 b
Kepler-25 b est une Super-Terre, orbitant autour de étoile blanc-jaune de type F située à environ 793 années-lumière (243,25 pc) de la Terre avec une magnitude apparente de 10,77.

## Caractéristiques physiques
L'exoplanète se distingue par sa masse faible de 0,028 MJ, son rayon compact de 0,25 RJ et sa température extrême de 1185 K.

## Orbite
Elle orbite à 0,07  unités astronomiques de son étoile, une distance comparable à celle de Mercure dans le système solaire.

## Découverte
L'exoplanète a été découverte par la méthode du transit en 2011.

## Habitabilité
Les conditions d'habitabilité de cette exoplanète ne sont pas déterminées ou ne sont pas connues.